# Antonija Javornik
Antonija Javornik cyr. Антонија Јаворник (ur. 13 maja 1893 w Mariborze, zm. 16 sierpnia 1974 w Belgradzie) – sierżant armii serbskiej.

## Służba wojskowa
Pochodziła z rodziny słoweńskiej, była bratanicą Martina Javornika, b. porucznika armii austro-węgierskiej, który z niej zdezerterował i wstąpił do armii serbskiej, w której dosłużył się stopnia kapitana. Po ucieczce stryj utrzymał kontakty z rodziną, przesyłając listy. Po ukończeniu szkoły powszechnej Antonija dotarła w kwietniu 1912 do Kragujevaca, gdzie spotkała się ze stryjem, który służył w 11 pułku piechoty.

## Wojny bałkańskie
Po wybuchu I wojny bałkańskiej Antonija ukończyła kurs dla pielęgniarek i zgłosiła się na ochotnika do armii serbskiej. Obawiając się o los własnej rodziny, która pozostała w Mariborze przyjęła nazwisko Natalija Bielajac. Jako sanitariuszka w szpitalu polowym 11 pułku piechoty Antonija wzięła udział w walkach z armią osmańską w rejonie Kumanowa, Skopja, a następnie w północnej Albanii.
W okresie od czerwca do sierpnia 1913 brała udział w walkach na froncie, przeciwko armii bułgarskiej. Wtedy też została odznaczona medalem Miloša Obilicia za waleczność.

## Pierwsza wojna światowa
W czasie I wojny światowej Antonija wzięła udział w bitwie na górze Cer (sierpień 2014), w której poległ jej stryj Martin Javornik. Za odwagę w ratowaniu rannych Antonija otrzymała po raz drugi medal Miloša Obilicia. Brała udział w obronie Belgradu, a następnie w odwrocie armii serbskiej przez Czarnogórę i Albanię aż na Korfu. Na froncie salonickim uczestniczyła w bitwie o Kajmakczalan (12-30 września 1916), gdzie została ciężko ranna. Wtedy też została wyróżniona Orderem Gwiazdy Jerzego Czarnego z mieczami.

## Dalsze losy
W 1928 Antonija przyjechała do Mariboru, gdzie spotkała się z rodziną, a następnie powróciła do Belgradu, gdzie mieszkała od czasu wojny. W czasie II wojny światowej została aresztowana przez Gestapo i trafiła do obozu koncentracyjnego w Banjicy. Zmarła w zapomnieniu w Belgradzie, w 1974. Pochowana na cmentarzu Mali Mokri Lug na przedmieściach Belgradu. Na jej grobie stanął pomnik z napisem "Sierżant armii serbskiej Natalija Bielajac".

## Odznaczenia
W czasie działań wojennych Antonija Javornik była dwunastokrotnie ranna. Dwukrotnie odznaczona medalem Miloša Obilicia za waleczność, Orderem Gwiazdy Jerzego Czarnego z mieczami, a także serbskim Orderem Orła Białego, francuskim orderem Legii Honorowej i rosyjskim orderem św.Jerzego III stopnia.